# Lausus
Cet article concerne le fils de Numitor. Pour le fils de Mézence, voir Lausus (fils de Mézence).
Lausus est un personnage mineur de la mythologie romaine et de la légende des origines de Rome. Il est le fils du roi d'Albe Numitor et doit normalement lui succéder, mais il est tué par son oncle Amulius, qui veut s'emparer du pouvoir.
Son histoire est racontée en quelques mots par Ovide (Fastes, 4, 54-55) ; chez Denys d'Halicarnasse (Antiquités romaines, I, 76, 2), le fils de Numitor tué sur l'ordre d'Amulius s'appelle Égeste (Aegestus). Ce personnage n'apparaît pas chez Tite-Live, ni dans la Vie de Romulus de Plutarque.
Dans le récit de Denys d'Halicarnasse, Amulius tend une embuscade à Égeste/Lausus alors que ce dernier est en train de chasser. Il essaye de faire croire qu'il a été tué par des brigands, mais beaucoup d'habitants d'Albe ne croient pas à cette histoire.
Selon Paul Marius Martin, ce personnage ne faisait pas partie des versions anciennes de la légende des origines de Rome : « Ce personnage a été inventé pour renforcer la couleur tyrannique du règne d'Amulius, qui a d'ailleurs recours, pour éliminer son neveu, à la classique ruse cynégétique. »

## Confusion
Il ne doit pas être confondu avec un autre Lausus, fils de Mézence à l'époque d'Énée.